# Laurette Séjourné
Laurette Séjourné (* 1914 in Italien; † 25. Mai 2003) war eine franco-mexikanische Altamerikanistin.
Laurette Séjourné wurde in Italien geboren, war jedoch französische Staatsbürgerin, die später in Mexiko eingebürgert wurde. Seit 1950 war sie als Archäologin am Instituto Nacional de Anthropología e Historia de México tätig. Dort arbeitete sie 15 Jahre als leitende Archäologin bei Ausgrabungen, vor allem in Teotihuacán, und konnte dabei drei mit Fresken ausgemalte große Gebäude freilegen.

## Schriften
- Burning Water. Thought and Religion in Ancient Mexico, Mexiko 1953
- Un palacio en la ciudad de los dioses, Mexiko 1959
- Supervivencias de un mundo mágico, El Universo de Quetzalcóatl, Mexiko 1962
- El universo de Quetzalcóatl, Mexiko 1962
- El lenguaje de las formas en Teotihuacán, Mexiko 1966
- Teotihuacan Métropole De L’amérique, Paris 1969
- Fischer Weltgeschichte. Band 21: Altamerikanische Kulturen. Fischer, Frankfurt 1971 ISBN 3-436-01353-6.